# Brewers troepiaal
De Brewers troepiaal (Euphagus cyanocephalus) is een zangvogel uit de familie Icteridae (troepialen).

## Verspreiding en leefgebied
Deze soort komt voor in westelijk Canada en de westelijke Verenigde Staten en overwintert in zuidelijk Mexico.